# Saison 1988 de l'ATP
Résultats des principaux tournois de tennis organisés par l'ATP en 1988. 

## Simple

### Résultats
| Date  | Tournoi           | Tournoi | Dotation      | Surface     | Vainqueur              | Vainqueur | Finaliste              | Finaliste | Score                   | Tableau |
| ----- | ----------------- | ------- | ------------- | ----------- | ---------------------- | --------- | ---------------------- | --------- | ----------------------- | ------- |
| 28/12 | Adélaïde          |         | $ 93 400      | Dur         | Mark Woodforde         |           | Wally Masur            |           | 6-2, 6-4                |         |
| 28/12 | Wellington        |         | $ 115 000     | Dur         | Ramesh Krishnan        |           | Andrei Chesnokov       |           | 6-7, 6-0, 6-4, 6-3      |         |
| 04/01 | Sydney            |         | $ 93 400      | Herbe       | John Fitzgerald        |           | Andrei Chesnokov       |           | 6-3, 6-4                |         |
| 04/01 | Auckland          |         | $ 93 400      | Dur         | Amos Mansdorf          |           | Ramesh Krishnan        |           | 6-3, 6-4                |         |
| 11/01 | Australian Open   |         | $ 699 984     | Dur         | Mats Wilander          |           | Pat Cash               |           | 6-3, 6-7, 3-6, 6-1, 8-6 | Tableau |
| 25/01 | Guaruja           |         | $ 93 400      | Dur         | Luiz Mattar            |           | Eliot Teltscher        |           | 6-3, 6-3                |         |
| 08/02 | Lyon              |         | $ 240 000     | Synthétique | Yahiya Doumbia         |           | Todd Nelson            |           | 6-4, 3-6, 6-3           |         |
| 08/02 | Rotterdam         |         | $ 325 000     | Synthétique | Stefan Edberg          |           | Miloslav Mečíř         |           | 7-6, 6-2                |         |
| 15/02 | Milan             |         | $ 372 500     | Synthétique | Yannick Noah           |           | Jimmy Connors          |           | 4-4 abandon             |         |
| 15/02 | Memphis           |         | $ 297 500     | Dur         | Andre Agassi           |           | Mikael Pernfors        |           | 6-4, 6-4, 7-5           |         |
| 22/02 | Philadelphie      |         | $ 410 000     | Synthétique | Tim Mayotte            |           | John Fitzgerald        |           | 4-6, 6-2, 6-2, 6-3      |         |
| 22/02 | Metz              |         | $ 93 400      | Synthétique | Jonas Svensson         |           | Michiel Schapers       |           | 6-2, 6-4                |         |
| 29/02 | Indian Wells      |         | $ 510 000     | Dur         | Boris Becker           |           | Emilio Sánchez         |           | 7-5, 6-4, 2-6, 6-4      | Tableau |
| 07/03 | Orlando           |         | $ 297 500     | Dur         | Andrei Chesnokov       |           | Miloslav Mečíř         |           | 7-6, 6-1                |         |
| 14/03 | Miami             |         | $ 734 000     | Dur         | Mats Wilander          |           | Jimmy Connors          |           | 6-4, 4-6, 6-4, 6-4      | Tableau |
| 28/03 | Dallas            |         | $ 500 000     | Synthétique | Boris Becker           |           | Stefan Edberg          |           | 6-4, 1-6, 7-5, 6-2      |         |
| 11/04 | Tokyo             |         | $ 425 000     | Dur         | John McEnroe           |           | Stefan Edberg          |           | 6-2, 6-2                |         |
| 11/04 | Nice              |         | $ 115 000     | Terre       | Henri Leconte          |           | Jérôme Potier          |           | 6-2, 6-2                |         |
| 11/04 | Madrid            |         | $ 93 400      | Terre       | Kent Carlsson          |           | Fernando Luna          |           | 6-2, 6-1                |         |
| 18/04 | Séoul             |         | $ 93 400      | Dur         | Dan Goldie             |           | Andrew Castle          |           | 6-3, 6-7, 6-0           |         |
| 18/04 | Monte-Carlo       |         | $ 492 500     | Terre       | Ivan Lendl             |           | Martín Jaite           |           | 5-7, 6-4, 7-5, 6-3      |         |
| 25/04 | Hambourg          |         | $ 400 000     | Terre       | Kent Carlsson          |           | Henri Leconte          |           | 6-2, 6-1, 6-4           |         |
| 25/04 | Charleston        |         | $ 190 000     | Terre       | Andre Agassi           |           | Jimmy Arias            |           | 6-2, 6-2                |         |
| 02/05 | Forest Hills      |         | $ 485 000     | Terre       | Andre Agassi           |           | Slobodan Živojinović   |           | 7-5, 7-6, 7-5           |         |
| 02/05 | Munich            |         | $ 165 000     | Terre       | Guillermo Pérez Roldán |           | Jonas Svensson         |           | 7-5, 6-3                |         |
| 09/05 | Rome              |         | $ 595 000     | Terre       | Ivan Lendl             |           | Guillermo Pérez Roldán |           | 2-6, 6-4, 6-2, 4-6, 6-4 |         |
| 16/05 | Florence          |         | $ 93 400      | Terre       | Massimiliano Narducci  |           | Claudio Panatta        |           | 3-6, 6-1, 6-4           |         |
| 23/05 | Roland-Garros     |         | $ 1 645 000   | Terre       | Mats Wilander          |           | Henri Leconte          |           | 7-5, 6-2, 6-1           | Tableau |
| 06/06 | Queen’s           |         | $ 340 000     | Herbe       | Boris Becker           |           | Stefan Edberg          |           | 6-1, 3-6, 6-3           |         |
| 06/06 | Bologne           |         | $ 93 400      | Terre       | Alberto Mancini        |           | Emilio Sánchez         |           | 3-6, 6-1, 6-4           |         |
| 13/06 | Bristol           |         | $ 93 400      | Herbe       | Christian Saceanu      |           | Ramesh Krishnan        |           | 6-4, 2-6, 6-2           |         |
| 13/06 | Athènes           |         | $ 93 400      | Terre       | Horst Skoff            |           | Bruno Orešar           |           | 6-3, 2-6, 6-2           |         |
| 20/06 | Wimbledon         |         | $ 1 815 396   | Herbe       | Stefan Edberg          |           | Boris Becker           |           | 4-6, 7-6, 6-4, 6-2      | Tableau |
| 04/07 | US Pro            |         | $ 297 500     | Terre       | Thomas Muster          |           | Lawson Duncan          |           | 6-2, 6-2                |         |
| 04/07 | Gstaad            |         | $ 240 000     | Terre       | Darren Cahill          |           | Jakob Hlasek           |           | 6-3, 6-4, 7-6           |         |
| 04/07 | Newport           |         | $ 115 000     | Herbe       | Wally Masur            |           | Brad Drewett           |           | 6-2, 6-1                |         |
| 11/07 | Bastad            |         | $ 215 000     | Terre       | Marcelo Filippini      |           | Francesco Cancellotti  |           | 2-6, 6-4, 6-4           |         |
| 11/07 | Stuttgart         |         | $ 275 000     | Terre       | Andre Agassi           |           | Andrés Gómez           |           | 6-4, 6-2                |         |
| 18/07 | Schenectady       |         | $ 93 400      | Dur         | Tim Mayotte            |           | Johan Kriek            |           | 5-7, 6-3, 6-2           |         |
| 18/07 | Washington D.C.   |         | $ 297 500     | Dur         | Jimmy Connors          |           | Andrés Gómez           |           | 6-1, 6-4                |         |
| 25/07 | Stratton Mountain |         | $ 400 000     | Dur         | Andre Agassi           |           | Paul Annacone          |           | 6-2, 6-4                |         |
| 25/07 | Hilversum         |         | $ 150 000     | Terre       | Emilio Sánchez         |           | Guillermo Pérez Roldán |           | 6-3, 6-1, 3-6, 6-3      |         |
| 25/07 | Bordeaux          |         | $ 215 000     | Terre       | Thomas Muster          |           | Ronald Agenor          |           | 6-3, 6-3                |         |
| 01/08 | Kitzbühel         |         | $ 240 000     | Terre       | Kent Carlsson          |           | Emilio Sánchez         |           | 6-1, 6-1, 4-6, 4-6, 6-3 |         |
| 01/08 | Indianapolis      |         | $ 297 500     | Dur         | Boris Becker           |           | John McEnroe           |           | 6-4, 6-2                |         |
| 08/08 | Toronto           |         | $ 410 000     | Dur         | Ivan Lendl             |           | Kevin Curren           |           | 7-6, 6-2                |         |
| 08/08 | Prague            |         | $ 140 000     | Terre       | Thomas Muster          |           | Guillermo Pérez Roldán |           | 6-4, 5-7, 6-2           |         |
| 08/08 | St. Vincent       |         | $ 125 000     | Terre       | Kent Carlsson          |           | Thierry Champion       |           | 6-0, 6-2                |         |
| 15/08 | Cincinnati        |         | $ 410 000     | Dur         | Mats Wilander          |           | Stefan Edberg          |           | 3-6, 7-6, 7-6           | Tableau |
| 15/08 | Livingston        |         | $ 93 400      | Dur         | Andre Agassi           |           | Jeff Tarango           |           | 6-2, 6-4                |         |
| 22/08 | Rye Brook         |         | $ 93 400      | Dur         | Milan Šrejber          |           | Ramesh Krishnan        |           | 6-2, 7-6                |         |
| 29/08 | US Open           |         | $ 1 683 333   | Dur         | Mats Wilander          |           | Ivan Lendl             |           | 6-4, 4-6, 6-3, 5-7, 6-4 | Tableau |
| 12/09 | Barcelone         |         | $ 372 500     | Terre       | Kent Carlsson          |           | Thomas Muster          |           | 6-3, 6-3, 3-6, 6-1      |         |
| 19/09 | Los Angeles       |         | $ 297 500     | Dur         | Mikael Pernfors        |           | Andre Agassi           |           | 6-2, 7-5                |         |
| 19/09 | Bari              |         | $ 93 400      | Terre       | Thomas Muster          |           | Marcelo Filippini      |           | 2-6, 6-1, 7-5           |         |
| 19/09 | Genève            |         | $ 190 000     | Terre       | Marián Vajda           |           | Kent Carlsson          |           | 6-4, 6-4                |         |
| 19/09 | J.O. (Séoul)      |         | Médaille d'or | Dur         | Miloslav Mečíř         |           | Tim Mayotte            |           | 3-6, 6-2, 6-4, 6-2      | Tableau |
| 26/09 | Palerme           |         | $ 93 400      | Terre       | Mats Wilander          |           | Kent Carlsson          |           | 6-1, 3-6, 6-4           | Tableau |
| 26/09 | San Francisco     |         | $ 297 500     | Dur         | Michael Chang          |           | Johan Kriek            |           | 6-2, 6-3                |         |
| 03/10 | Scottsdale        |         | $ 297 500     | Dur         | Mikael Pernfors        |           | Glenn Layendecker      |           | 6-2, 6-4                |         |
| 03/10 | Brisbane          |         | $ 165 000     | Dur         | Tim Mayotte            |           | Marty Davis            |           | 6-4, 6-4                |         |
| 03/10 | Bâle              |         | $ 240 000     | Dur         | Stefan Edberg          |           | Jakob Hlasek           |           | 7-5, 6-3, 3-6, 6-2      |         |
| 10/10 | Tel Aviv          |         | $ 95 000      | Dur         | Brad Gilbert           |           | Aaron Krickstein       |           | 7-5, 6-3, 3-6, 6-2      |         |
| 10/10 | Toulouse          |         | $ 240 000     | Dur         | Jimmy Connors          |           | Andrei Chesnokov       |           | 6-2 6-0                 |         |
| 10/10 | Sydney (Indoor)   |         | $ 372 500     | Dur         | Slobodan Živojinović   |           | Richard Matuszewski    |           | 7-6, 6-3, 6-4           |         |
| 17/10 | Vienne            |         | $ 140 000     | Synthétique | Horst Skoff            |           | Thomas Muster          |           | 4-6, 6-3, 6-4, 6-2      |         |
| 17/10 | Francfort         |         | $ 140 000     | Synthétique | Tim Mayotte            |           | Leonardo Lavalle       |           | 4-6, 6-4, 6-3           |         |
| 17/10 | Tokyo (Indoor)    |         | $ 500 000     | Synthétique | Boris Becker           |           | John Fitzgerald        |           | 7-6, 6-4                |         |
| 24/10 | Paris-Bercy       |         | $ 810 000     | Synthétique | Amos Mansdorf          |           | Brad Gilbert           |           | 6-3, 6-2, 6-3           |         |
| 31/10 | São Paulo         |         | $ 100 000     | Dur         | Jay Berger             |           | Horacio de la Peña     |           | 6-3, 6-2, 6-3           |         |
| 31/10 | Stockholm         |         | $ 450 000     | Dur         | Boris Becker           |           | Peter Lundgren         |           | 6-4, 6-1, 6-1           |         |
| 07/11 | Buenos Aires      |         | $ 93 400      | Terre       | Javier Sánchez         |           | Guillermo Pérez Roldán |           | 6-2, 7-6                |         |
| 07/11 | Wembley Pro       |         | $ 335 000     | Synthétique | Jakob Hlasek           |           | Jonas Svensson         |           | 6-7, 3-6, 6-4, 6-0, 7-5 |         |
| 14/11 | Johannesburg      |         | $ 297 500     | Dur         | Jakob Hlasek           |           | Jonas Svensson         |           | 6-7, 6-4, 6-1, 7-6      |         |
| 14/11 | Detroit           |         | $ 297 500     | Synthétique | John McEnroe           |           | Aaron Krickstein       |           | 7-5, 6-2                |         |
| 21/11 | Bruxelles         |         | $ 372 500     | Synthétique | Henri Leconte          |           | Jakob Hlasek           |           | 7-6, 7-6, 6-4           |         |
| 21/11 | Itaparica         |         | $ 275 000     | Dur         | Jaime Yzaga            |           | Javier Frana           |           | 7-6, 6-2                |         |
| 28/11 | Masters           |         | $ 750 000     | Synthétique | Boris Becker           |           | Ivan Lendl             |           | 5-7, 7-6, 3-6, 6-2, 7-6 | Tableau |

### Classement final
| N° | Joueur                 | Pays | Evolution     |
| -- | ---------------------- | ---- | ------------- |
| 1  | Mats Wilander          |      | +2            |
| 2  | Ivan Lendl             |      | −1            |
| 3  | Andre Agassi           |      | +22           |
| 4  | Boris Becker           |      | +1            |
| 5  | Stefan Edberg          |      | −3            |
| 6  | Kent Carlsson          |      | +6            |
| 7  | Jimmy Connors          |      | −3            |
| 8  | Jakob Hlasek           |      | +15           |
| 9  | Henri Leconte          |      | +12           |
| 10 | Tim Mayotte            |      | −1            |
| 11 | John McEnroe           |      | −1            |
| 12 | Yannick Noah           |      | −4            |
| 13 | Miloslav Mečíř         |      | −7            |
| 14 | Andrei Chesnokov       |      | +38           |
| 15 | Aaron Krickstein       |      | +46           |
| 16 | Thomas Muster          |      | +43           |
| 17 | Emilio Sánchez         |      | en stagnation |
| 18 | Guillermo Pérez Roldán |      | +1            |
| 19 | Mikael Pernfors        |      | +24           |
| 20 | Pat Cash               |      | −13           |